# Richard Ayoade

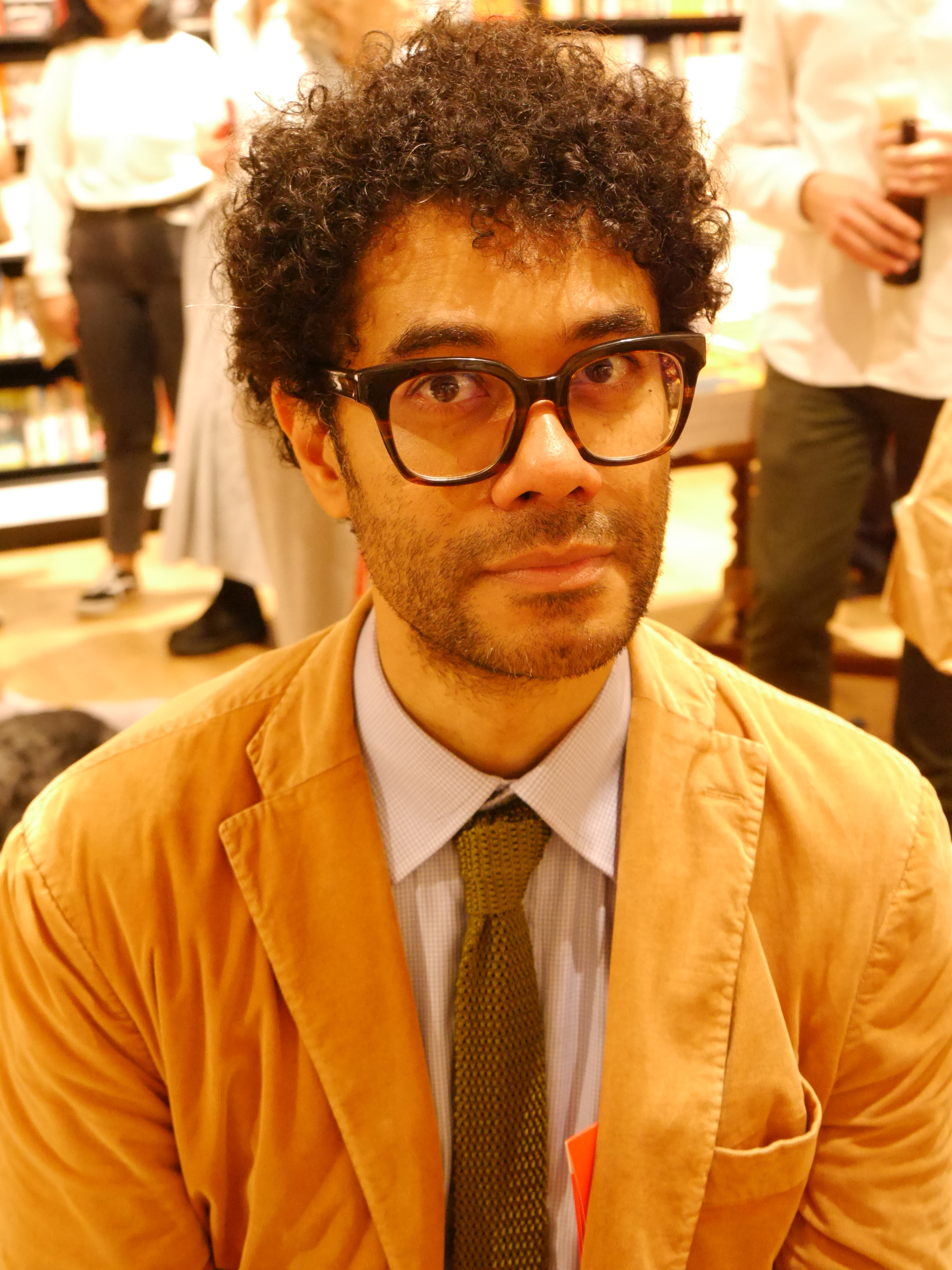
Richard Ayoade (2024)

Richard Ayoade (* 23. Mai 1977 in London, England) ist ein britischer Comedian, Autor, Schauspieler und Regisseur.

## Leben und Werk
Ayoades Vater stammt aus Nigeria und seine Mutter aus Norwegen. Er ging in Ipswich in der Grafschaft Suffolk zur Schule und studierte später Rechtswissenschaft am St Catharine’s College der University of Cambridge, wo er Präsident des dortigen Theater-Clubs Footlights wurde.

### Als Comedian und Schauspieler
Gemeinsam mit Matthew Holness schrieb Ayoade die Komödie Garth Marenghi’s Fright Knight, in der er 2000 auch auftrat. Er erhielt einen Perrier Comedy Award als Co-Autor und Darsteller im nachfolgenden Stück zu Fright Knight, Garth Marenghi’s Netherhead. 2004 brachten Ayoade und Holness die Hauptfigur in der Parodie Garth Marenghi’s Darkplace ins Fernsehen zu Channel 4, in der Ayoade auch mitspielte. Ayoades Figur aus Darkplace (Dean Learner) wurde 2006 für die Comedy-Talkshow Man to Man with Dean Learner (Channel 4) verwendet. Die unterschiedlichen Gäste wurden von Holness gespielt.
Größere Bekanntheit, auch über Großbritannien hinaus, erlangte Ayoade durch seine Rolle in der Comedy-Serie The IT Crowd, von der vier Staffeln gedreht und in Deutschland und Österreich auf Comedy Central ausgestrahlt wurden. Dort spielt er Maurice Moss, der brillant im Umgang mit Technik, jedoch sozial unterentwickelt ist.
2005 spielte er Ned Smanks in der Sitcom Nathan Barley.
Im Herbst 2012 war er neben Ben Stiller, Vince Vaughn und Jonah Hill im Kinofilm The Watch – Nachbarn der 3. Art zu sehen.

### Als Regisseur
Ayoade war Regisseur der Musikvideos Fluorescent Adolescent, Crying Lightning und Cornerstone der Arctic Monkeys und Run Away der Super Furry Animals. Er übernahm auch die Regie bei Standing Next To Me und My Mistakes Were Made For You der Last Shadow Puppets, Oxford Comma und Cape Cod Kwassa Kwassa von Vampire Weekend, Vlad the Impaler von Kasabian (mit Noel Fielding) und Heads Will Roll der Yeah Yeah Yeahs. 2008 war Ayoade als bester Regisseur für die UK Music Video Awards nominiert und im Folgejahr gewann er den NME Award.
2004 wirkte Ayoade als Regisseur, Drehbuchautor und Schauspieler in der Rockoper AD/BC: A Rock Opera, die 2004 auf BBC Three zu sehen war.
Sein Debüt als Filmregisseur feierte Richard Ayoade 2010 mit der Dramedy Submarine. 2013 verfilmte er Dostojewskis Novelle Der Doppelgänger unter dem Titel The Double mit Jesse Eisenberg und Mia Wasikowska in den Hauptrollen, Ayoade schrieb das Drehbuch und führte Regie. Beide Filmprojekte wurden von der Kritik gelobt.
Weiterhin führte er Regie in der 19. Episode der zweiten Staffel (Critical Film Studies) der US-Sitcom Community.

### Als Schriftsteller
2014 veröffentlichte Ayoade sein Debüt Ayoade on Ayoade: A Cinematic Odyssey, ein ironischer Blick auf seinen Einfluss aufs Filmgeschäft. Das Thema vertiefte er im Nachfolgewerk The Grip Of Film (2017). Das Buch Ayoade On Top (2019) widmete er der wissenschaftlichen Betrachtung des Films Flight Girls (im Original View from the top), wobei die ironisch/ernste Tiefenanalyse eines filmisch eher belanglosen Streifens als Kritik filmischer Stilmittel und der Filmindustrie im Allgemeinen dient.

## Filmografie

### Schauspieler
- 1999: Armstrong & Miller (Armstrong and Miller, Fernsehserie, Episode 3x01)
- 2003: Hello, Friend (Kurzfilm)
- 2003–2007: The Mighty Boosh (Fernsehserie, 5 Episoden)
- 2004: Garth Marenghi's Darkplace (Miniserie, 6 Episoden)
- 2004: The Life and Death of Peter Sellers
- 2004: AD/BC: A Rock Opera (Kurzfilm)
- 2005: Nathan Barley (Miniserie, 6 Episoden)
- 2005: Festival
- 2006: The IT Crowd (Kurzfilm)
- 2006: Snuff Box (Miniserie, 2 Episoden)
- 2006: Time Trumpet (Fernsehserie, Episode 1x01)
- 2006: Horrificata Illuminata (Kurzfilm)
- 2006: Darkplace Illuminatum (Kurzfilm)
- 2006–2013: The IT Crowd (Fernsehserie, 25 Episoden)
- 2009: Bunny and the Bull
- 2012: The Watch – Nachbarn der 3. Art (The Watch)
- 2012: Full English (Fernsehserie, 2 Episoden)
- 2012–2014: Noel Fielding's Luxury Comedy (Fernsehserie, 8 Episoden)
- 2013–2014: Strange Hill High (Fernsehserie, 26 Episoden, Stimme)
- 2014: Strange Hill High With Dodge (Webserie, 3 Episoden, Stimme)
- 2014: Die Boxtrolls (The Boxtrolls, Stimme)
- 2015: The Vicar of Dibley (Fernsehserie, eine Episode)
- 2015–2018: Danger Mouse (Fernsehserie, 5 Episoden, Stimme)
- 2016–2020: Apfel & Lauch (Apple & Onion, Webserie, 26 Episoden)
- 2017: Paddington 2
- 2017–2018: Neo Yokio (Fernsehserie, 7 Episoden)
- 2018: Early Man – Steinzeit bereit (Early Man, Stimme)
- 2018: Apple & Onion: Minisode (Fernsehserie, 8 Episoden)
- 2018: Connected Money: HSBC Commercial (Kurzfilm)
- 2019: The Souvenir
- 2019: The LEGO Movie 2 (The Lego Movie 2: The Second Part, Stimme)
- 2019: Moominvalley (Fernsehserie, 2 Episoden)
- 2019–2020: The Mandalorian (Fernsehserie, 2 Episoden, Stimme)
- 2020: Soul (Stimme)
- 2021: The Souvenir Part II
- 2021: Die wundersame Welt des Louis Wain (The Electrical Life of Louis Wain)
- 2021–2022: Disenchantment (Fernsehserie, Stimme)
- 2022: Die Gangster Gang (The Bad Guys, Stimme)
- 2023: Ich sehe was, was du nicht siehst (The Wonderful Story of Henry Sugar, Kurzfilm)
- 2023: Der Rattenfänger (The Rat Catcher, Kurzfilm)
- 2025: Der phönizische Meisterstreich (The Phoenician Scheme)

### Regisseur
- 2010: Submarine
- 2011: Community (Fernsehserie, Episode 2x19)
- 2013: The Double

### Drehbuchautor
- 2010: Submarine
- 2014: The Double